# Jacob Tyson
Jacob Tyson (* 8. Oktober 1773 in Staten Island, Provinz New York; † 16. Juli 1848 ebenda) war ein US-amerikanischer Jurist und Politiker. Zwischen 1823 und 1825 vertrat er den Bundesstaat New York im US-Repräsentantenhaus.

## Werdegang
Jacob Tyson wurde ungefähr eineinhalb Jahre vor dem Ausbruch des Unabhängigkeitskrieges in Staten Island geboren und wuchs dort auf. Er besuchte Gemeinschaftsschulen und zog später nach Richmond. Tyson studierte Jura und begann nach dem Erhalt seiner Zulassung als Anwalt zu praktizieren. Er war zwischen 1811 und 1821 als Town Supervisor von Castleton tätig sowie zwischen 1822 und 1840 als Richter in Richmond County.
Als Folge einer Zersplitterung der Demokratisch-Republikanischen Partei vor und während der Präsidentschaft von John Quincy Adams (1825–1829) schloss er sich der Crawford-Fraktion an. Bei den Kongresswahlen des Jahres 1822 wurde Tyson im zweiten Wahlbezirk von New York in das US-Repräsentantenhaus in Washington, D.C. gewählt, wo er am 4. März 1823 die Nachfolge von Churchill C. Cambreleng und John J. Morgan antrat, welche zuvor zusammen den zweiten Distrikt im US-Repräsentantenhaus vertraten. Da er auf eine Wiederwahl im Jahre 1824 verzichtete, schied er nach dem 3. März 1825 aus dem Kongress aus. Danach saß er im Jahr 1828 im Senat von New York. Er verstarb am 16. Juli 1848 in Staten Island und wurde dann auf dem Reformed Protestant Dutch Church Cemetery in Port Richmond beigesetzt.